# کارباموئیل فسفات سنتتاز

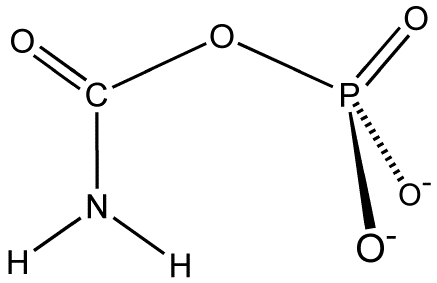
کربامویل فسفات

آنزیم کارباموئیل فسفات سنتتاز کاتالیزکننده تولید کارباموئیل فسفات از گلوتامین یا آمونیاک و بی‌کربنات است. این واکنش وابسته به آدنوزین تری‌فسفات (ATP) است. آنزیم مزبور واکنش ATP و بی‌کربنات را برای تولید کارباموئیل فسفات و آدنوزین دی‌فسفات (ADP) کاتالیز می‌کند. کارباموئیل فسفات با آمونیاک واکنش داده و کاربامات حاصل می‌شود. کاربامات به نوبه خود با یک مولکول دیگر ATP  واکنش داده و کارباموئیل فسفات و ADP را حاصل می‌کند. این واکنش نخستین واکنش از سلسله واکنش‌های منتهی به تولید آرژینین و پیریمیدین در پروکاریوت‌ها و یوکاریوت‌ها و نیز چرخه اوره در اکثر مهره‌داران ساکن خشکی است. 
بیشتر پروکاریوت‌ها دارای یک فرم از این آنزیم هستند که در هر دو مسیر تولید آرژینین و پیریمیدین نقش دارد, حال آن‌که برخی باکتری‌ها دارای فرم‌های جداگانه‌ای از این آنزیم برای واکنش‌های نامبرده هستند.
سه فرم مختلف از این آنزیم وجود دارد که دارای کارکردهای متفاوتی هستند:
- کارباموئیل فسفات سنتتاز I (میتوکندری, چرخه اوره)
- کارباموئیل فسفات سنتتاز II (سیتوزول, متابولیسم پیریمیدین)
- کارباموئیل فسفات سنتتاز III (که در ماهی‌ها یافت می‌شود)